# Axel F
Axel F is een elektropopnummer uit 1984 uitgevoerd door Harold Faltermeyer. Dit nummer heeft gefungeerd als themasong van de film Beverly Hills Cop genaamd naar de door Eddie Murphy vertolkte hoofdpersoon "Axel Foley".
Het nummer werd vaak gecoverd, onder andere medio jaren '90 door DJ Clock die er een house-versie van maakte.

## Hitnoteringen Harold Faltermeyer

### Nederlandse Top 40
| Positie: | 32 | 21 | 15 | 9 | 5 | 2 | 1 | 1 | 2 | 4 | 9 | 15 | 24 | uit |

### NederlandseNationale Hitparade
| Positie: | 46 | 28 | 6 | 4 | 3 | 2 | 3 | 2 | 3 | 5 | 7 | 15 | 23 | 35 | 44 | uit |

### NPO Radio 2 Top 2000
| Nummer met noteringen in de NPO Radio 2 Top 2000 | '99  | '00  | '01  |
| ------------------------------------------------ | ---- | ---- | ---- |
| Axel F                                           | 1762 | 1816 | 1939 |

1. ↑  Een vetgedrukt getal geeft de hoogste notering aan.
2. ↑  Deze tabel is bijgewerkt tot en met de laatste editie (2024).

## Crazy Frog versie
In 1997 nam de Zweedse tiener Daniel Malmedahl zijn stem op toen hij het geluid van verbrandingsmotoren probeerde na te doen. Dit werd op internet geplaatst. In 2000 maakte de Zweedse computeranimator Erik Wernquist door middel van Malmedahls stem "The Annoying Thing". In 2004 was deze stem te downloaden als ringtone. In datzelfde jaar maakte het Duitse producersduo Bass Bumpers, onder de naam Crazy Frog, een officiële single van de ringtone, gebaseerd op Axel F van Harold Faltermeyer.

## Hitnoteringen Crazy Frog

### Nederlandse Top 40
| Positie: | 37 | 16 | 9 | 9 | 7 | 9 | 9 | 10 | 10 | 10 | 18 | 25 | 26 | 32 | uit |

### NederlandseSingle Top 100
| Hitnotering: 18-06-2005 t/m 29-10-2005 | Hitnotering: 18-06-2005 t/m 29-10-2005 | Hitnotering: 18-06-2005 t/m 29-10-2005 | Hitnotering: 18-06-2005 t/m 29-10-2005 | Hitnotering: 18-06-2005 t/m 29-10-2005 | Hitnotering: 18-06-2005 t/m 29-10-2005 | Hitnotering: 18-06-2005 t/m 29-10-2005 | Hitnotering: 18-06-2005 t/m 29-10-2005 | Hitnotering: 18-06-2005 t/m 29-10-2005 | Hitnotering: 18-06-2005 t/m 29-10-2005 | Hitnotering: 18-06-2005 t/m 29-10-2005 | Hitnotering: 18-06-2005 t/m 29-10-2005 | Hitnotering: 18-06-2005 t/m 29-10-2005 | Hitnotering: 18-06-2005 t/m 29-10-2005 | Hitnotering: 18-06-2005 t/m 29-10-2005 | Hitnotering: 18-06-2005 t/m 29-10-2005 | Hitnotering: 18-06-2005 t/m 29-10-2005 | Hitnotering: 18-06-2005 t/m 29-10-2005 | Hitnotering: 18-06-2005 t/m 29-10-2005 | Hitnotering: 18-06-2005 t/m 29-10-2005 | Hitnotering: 18-06-2005 t/m 29-10-2005 | Hitnotering: 18-06-2005 t/m 29-10-2005 |
| Week:                                  | 1                                      | 2                                      | 3                                      | 4                                      | 5                                      | 6                                      | 7                                      | 8                                      | 9                                      | 10                                     | 11                                     | 12                                     | 13                                     | 14                                     | 15                                     | 16                                     | 17                                     | 18                                     | 19                                     | 20                                     |                                        |
| -------------------------------------- | -------------------------------------- | -------------------------------------- | -------------------------------------- | -------------------------------------- | -------------------------------------- | -------------------------------------- | -------------------------------------- | -------------------------------------- | -------------------------------------- | -------------------------------------- | -------------------------------------- | -------------------------------------- | -------------------------------------- | -------------------------------------- | -------------------------------------- | -------------------------------------- | -------------------------------------- | -------------------------------------- | -------------------------------------- | -------------------------------------- | -------------------------------------- |
| Positie:                               | 85                                     | 7                                      | 3                                      | 4                                      | 7                                      | 9                                      | 7                                      | 10                                     | 9                                      | 16                                     | 13                                     | 14                                     | 22                                     | 33                                     | 32                                     | 37                                     | 48                                     | 46                                     | 60                                     | 91                                     | uit                                    |

### NederlandseMega Top 50
| Hitnotering: 11-06-2005 t/m 10-09-2005 | Hitnotering: 11-06-2005 t/m 10-09-2005 | Hitnotering: 11-06-2005 t/m 10-09-2005 | Hitnotering: 11-06-2005 t/m 10-09-2005 | Hitnotering: 11-06-2005 t/m 10-09-2005 | Hitnotering: 11-06-2005 t/m 10-09-2005 | Hitnotering: 11-06-2005 t/m 10-09-2005 | Hitnotering: 11-06-2005 t/m 10-09-2005 | Hitnotering: 11-06-2005 t/m 10-09-2005 | Hitnotering: 11-06-2005 t/m 10-09-2005 | Hitnotering: 11-06-2005 t/m 10-09-2005 | Hitnotering: 11-06-2005 t/m 10-09-2005 | Hitnotering: 11-06-2005 t/m 10-09-2005 | Hitnotering: 11-06-2005 t/m 10-09-2005 | Hitnotering: 11-06-2005 t/m 10-09-2005 | Hitnotering: 11-06-2005 t/m 10-09-2005 |
| Week:                                  | 1                                      | 2                                      | 3                                      | 4                                      | 5                                      | 6                                      | 7                                      | 8                                      | 9                                      | 10                                     | 11                                     | 12                                     | 13                                     | 14                                     |                                        |
| -------------------------------------- | -------------------------------------- | -------------------------------------- | -------------------------------------- | -------------------------------------- | -------------------------------------- | -------------------------------------- | -------------------------------------- | -------------------------------------- | -------------------------------------- | -------------------------------------- | -------------------------------------- | -------------------------------------- | -------------------------------------- | -------------------------------------- | -------------------------------------- |
| Positie:                               | 39                                     | 27                                     | 8                                      | 8                                      | 5                                      | 6                                      | 7                                      | 7                                      | 10                                     | 11                                     | 16                                     | 18                                     | 20                                     | 31                                     | uit                                    |

### VlaamseUltratop 50
| Hitnotering: 21-05-2005 t/m 29-10-2005 | Hitnotering: 21-05-2005 t/m 29-10-2005 | Hitnotering: 21-05-2005 t/m 29-10-2005 | Hitnotering: 21-05-2005 t/m 29-10-2005 | Hitnotering: 21-05-2005 t/m 29-10-2005 | Hitnotering: 21-05-2005 t/m 29-10-2005 | Hitnotering: 21-05-2005 t/m 29-10-2005 | Hitnotering: 21-05-2005 t/m 29-10-2005 | Hitnotering: 21-05-2005 t/m 29-10-2005 | Hitnotering: 21-05-2005 t/m 29-10-2005 | Hitnotering: 21-05-2005 t/m 29-10-2005 | Hitnotering: 21-05-2005 t/m 29-10-2005 | Hitnotering: 21-05-2005 t/m 29-10-2005 | Hitnotering: 21-05-2005 t/m 29-10-2005 | Hitnotering: 21-05-2005 t/m 29-10-2005 | Hitnotering: 21-05-2005 t/m 29-10-2005 | Hitnotering: 21-05-2005 t/m 29-10-2005 | Hitnotering: 21-05-2005 t/m 29-10-2005 | Hitnotering: 21-05-2005 t/m 29-10-2005 | Hitnotering: 21-05-2005 t/m 29-10-2005 | Hitnotering: 21-05-2005 t/m 29-10-2005 | Hitnotering: 21-05-2005 t/m 29-10-2005 | Hitnotering: 21-05-2005 t/m 29-10-2005 | Hitnotering: 21-05-2005 t/m 29-10-2005 | Hitnotering: 21-05-2005 t/m 29-10-2005 | Hitnotering: 21-05-2005 t/m 29-10-2005 |
| Week:                                  | 1                                      | 2                                      | 3                                      | 4                                      | 5                                      | 6                                      | 7                                      | 8                                      | 9                                      | 10                                     | 11                                     | 12                                     | 13                                     | 14                                     | 15                                     | 16                                     | 17                                     | 18                                     | 19                                     | 20                                     | 21                                     | 22                                     | 23                                     | 24                                     |                                        |
| -------------------------------------- | -------------------------------------- | -------------------------------------- | -------------------------------------- | -------------------------------------- | -------------------------------------- | -------------------------------------- | -------------------------------------- | -------------------------------------- | -------------------------------------- | -------------------------------------- | -------------------------------------- | -------------------------------------- | -------------------------------------- | -------------------------------------- | -------------------------------------- | -------------------------------------- | -------------------------------------- | -------------------------------------- | -------------------------------------- | -------------------------------------- | -------------------------------------- | -------------------------------------- | -------------------------------------- | -------------------------------------- | -------------------------------------- |
| Positie:                               | 19                                     | 2                                      | 1                                      | 1                                      | 1                                      | 1                                      | 1                                      | 1                                      | 1                                      | 1                                      | 1                                      | 1                                      | 1                                      | 1                                      | 3                                      | 4                                      | 4                                      | 5                                      | 6                                      | 9                                      | 15                                     | 24                                     | 34                                     | 44                                     | uit                                    |